# Kuala Lumpur
Kuala Lumpur (malajsko /kwɑlɑlʊmpʊ/, lokalno tudi /kwɑləlʊmpɔ/ ali /kɔlɔmpɔ/), pogosto okrajšano kot K.L., je glavno mesto Malezije in največje mesto v državi. Število prebivalcev samega mesta ocenjujejo na 1,6 milijona (2006), v širšem urbanem območju, ki se razteza po dolini Klang, pa živi okoli 7,2 milijona ljudi. Mesto leži na sotočju rek Gombak in Klang, dobeseden prevod njegovega imena je »blatno sotočje«.
V njem ima sedež malajski parlament, sedež zvezne vlade pa so konec 20. stoletja prestavili v novozgrajeno mesto Putrjaya. Kljub temu je še vedno sedež nekaterih uradov izvršne in sodne oblasti, v mestu pa ima uradno rezidenco tudi malajski kralj. Kot najhitreje razvijajoče se območje v državi je mesto kulturno in finančno središče Malezije. Mesto je znano tudi po tem, da v njem stojita Petronasova stolpa, najvišja dvojna stolpnica na svetu.

## Zgodovina
Mesto so v 1850. letih ustanovili kitajski delavci, ki jih je najel malajski vladar Radža Abdullah da bi tam odprli nove rudnike kositra. Pristali so na sotočju rek Gombak in Klang ter poimenovali naselbino Pengkalan Lumpu (dobesedno sveženj blata). Naselje je kmalu postalo pomembna obmejna trgovska postojanka, a so ga pestile številne težave - državljanska vojna in pogoste poplave ter požari.
Ko je okrog leta 1870 Yap Ah Loy postal vodja lokalne kitajske skupnosti, je uvedel sistematične ukrepe za razvoj mesta, ki se je pričelo hitro širiti in postalo leta 1880 prestolnica dežele Selangor. Naslednje leto sta hud požar in kmalu za njim še poplava uničila lesene temelje mesta, zato je bil sprejet odlok, da morajo biti novozgrajene hiše iz opek. Po dograditvi železnice konec 19. stoletja se je Kuala Lumpur širil še hitreje in postal večetnično središče, kamor so leta 1896 preselili sedež novoustanovljene federacije malajskih dežel pod britansko kolonialno oblastjo.
Med drugo svetovno vojno so mesto zavzele japonske sile in ga nadzorovale do japonske vdaje leta 1945, ko je prišlo nazaj pod britansko oblast. Tudi po tistem je bilo središče mnogih pomembnih dogodkov v zgodovini Malezije, med njimi osamosvojitve malezijskih dežel izpod Združenega kraljestva leta 1957 in nastanka države leta 1963. 13. maja 1969 je prišlo v mestu do rasnih izgredov med Malajci in Kitajci, v katerih je življenje izgubilo okrog 200 ljudi.
Kuala Lumpur je dobil status mesta leta 1974, dve leti kasneje pa je postal zvezni teritorij pod neposredno upravo malezijske vlade. Leta 1990 so v mestu praznovali stoto obletnico lokalnih oblasti, takrat sta bili sprejeti sedanji zastava in himna mesta. 1. februarja 2001 so sedež vlade preselili v novozgrajeno mesto Putrjaya, v Kuala Lumpurju pa je ostala glavna rezidenca malajskega kralja in nekateri vladni uradi.

## Pobratena mesta
Kuala Lumpur ima uradne povezave z naslednjimi mesti po svetu:
- London, Združeno kraljestvo
- Dubaj, Združeni arabski emirati
- Ambalathara, Thiruvanathapuram, Indija
- Berlin, Nemčija
- Mašhad, Iran
- Isfahan, Iran
- Širaz, Iran
- Casablanca, Maroko
- Malacca, Malezija
- Peking, Ljudska republika Kitajska
- Osaka, Japonska
- Ankara, Turčija
- Delhi, Indija
- Karači, Pakistan